# Michael Hadschieff
Michael Florian Hadschieff (* 5. Oktober 1963 in Innsbruck, Tirol) ist ein ehemaliger österreichischer Eisschnellläufer.

## Leben
Michael Hadschieff gewann 1986 und 1989 den Weltcup der Eisschnellläufer über 1500 m und errang bei den Olympischen Winterspielen 1988 von Calgary die Silbermedaille über 10.000 m und die Bronzemedaille über 1500 m. Über die Distanz von 10.000 m lief er damals einen neuen Weltrekord, wurde jedoch kurz darauf vom späteren Sieger, dem Schweden Tomas Gustafson, übertroffen. 1986 wurde Hadschieff in Österreich zum Sportler des Jahres gewählt. 1994 nahm er Abschied von seiner sportlichen Laufbahn, nachdem er seine vierten Olympischen Spiele in Lillehammer mit zwei neunten Plätzen beendete.
Nach seiner aktiven Karriere ging er in die Wirtschaft. Nachdem er Veranstaltungsmanager bei den Casinos Austria in Innsbruck war, wurde er Promotion- und Marketingleiter beim deutschen Sportartikelhersteller Puma. Ab 1998 widmete er sich vermehrt seinem Studium, wurde Gesellschafter der Prock & Partner Sportconsulting KEG und etwas später Geschäftsführer bei der Austrian Snowboard Management & Marketing GmbH. Als er 2002 sein Studium beendete, wechselte er in die Immobilienbranche und als selbständiger Projektentwickler arbeitete er für die RED SERVE GesmbH und für die UBM Realitätenentwicklung AG. Bis Ende 2008 war Hadschieff für die BOP Immoholding GmbH im Bereich Projektmanagement tätig.
Mit Beginn 2010 ist Hadschieff als Mitarbeiter bei dem Verein KADA beschäftigt. Als „Laufbahnberater“ betreut er aktive Spitzensportler und hilft ihnen bei der Auswahl, Durchführung und Koordination von beruflichen Ausbildungsmaßnahmen.
Zum größten Hobby zählt Hadschieff den Club of Masters. Der Verein ist eine gemeinnützige Organisation aus Tiroler Spitzensportlern, die sich dem Motto „Sportler helfen Sportlern“ verschrieben haben. Dort ist er seit 1988 als Präsident und Obmann, dann ab 2003 als Präsident und seit 2010 als Obmann tätig.
Im Jahr 2014 wurde er Direktor des Österreichischen Eislaufverbandes, der sich ab diesem Zeitpunkt auch A.I.R (Austrian Ice Race) nennt.

## Auszeichnungen
- 1996: Silbernes Ehrenzeichen für Verdienste um die Republik Österreich[2]

## Veröffentlichungen
- Michael Hadschieff: Statistische Anwendung von Lagerhaltungsmodellen am Beispiel von Krankenanstaltsapotheken. Innsbruck 2002.